# احساساتی
احساساتی یا احساسات‌گرایی (به انگلیسی: Sentimentality)، در ابتدا نشان‌دهنده اتکا به احساسات به عنوان راهنمای حقیقت بود، اما در استفاده کنونی این اصطلاح معمولاً به معنای تکیه بر احساسات کم‌عمق و بدون عارضه به قیمت عقل است.
این اصطلاح همچنین برای بی‌اعتبار کردن هر استدلالی که مبتنی بر وزن‌دهی نادرست به احساسات است، بی‌مورد استفاده می‌شود. «اشتباه احساسی» ساختن رمان یا نمایشنامه «از الگوهای صرفا احساسی» است.